# Bengabing
Bengabing is een bestuurslaag in het regentschap Serdang Bedagai van de provincie Noord-Sumatra, Indonesië. Bengabing telt 894 inwoners (volkstelling 2010).